# Захарченко, Виктор Матвеевич
Виктор Матвеевич Захарченко (1928 — 6 июня 1942) — юный герой Великой Отечественной войны, партизан, разведчик, зверски замучен немецкими солдатами и заживо закопан в могилу.

## Биография
Родился в 1928 году в селе Устинка Шебекинского района, сейчас квартал в городе Шебекино. Отец, Матвей Иванович, желал добровольцем пойти на фронт, но внезапно заболел и в июне 1941 года скончался. В годы Великой Отечественной войны, во время оккупации, тринадцатилетний Виктор вместе с матерью, Анастасией Ивановной, помогал партизанам — прятал для них хлеб в лесу. Мальчик хорошо ориентировался на местности и знал окрестности, лесные тропы.
Однажды его знания пригодились советским разведчикам. Бойцы Красной Армии прибыли в Устинку для выполнения оперативного задания. Им необходимо было уточнить расположение врага и его сил в селе Крутой Лог. Все дороги туда были перекрыты немецкими кордонами. Витя вызвался помочь провести бойцов окольными тропами. Именно с этого момента он стал партизаном-разведчиком, который неоднократно оказывал такую помощь советским солдатам. Окольными путями он проводил солдат в сёла Чураево, Кошлаково, Пенцево и Поляну. Подросток добывал сведения о расположении немцев. Лично участвовал в аресте немецкого солдата, которого доставил в штаб. Помогал бойцам Красной Армии выходить из окружения. 
В июне 1942 года, местный житель по фамилии Роганин выдал информацию об участии Виктора в подпольной борьбе немцам. Полицаи выследили, задержали мальчика и под конвоем отправили в Шебекино, в гестапо. Его долго пытали, выжгли глаза, сломали левую руку, но он никого не выдал.  Затем на окраине соснового бора, ныне центральная часть города Шебекино, вместе с другими жителями Евдокимом Кононовым и Михаилом Лагутиным повели на расстрел. Витю ранили выстрелом и заживо бросили в яму, а потом закопали.
Похоронен юный герой в центральной части города Шебекино. На этом месте установлен памятник.

## Память
- На месте гибели установлен памятник Виктору Захарченко[6].

Его имя носят:
- Школа № 7 (Шебекино)
- Улица в городе Шебекино.
- Подростковый клуб «Поиск» имени Вити Захарченко в городе Белгород (1-й Мичуринский переулок, дом № 5) под руководством Евдокии Ивановны Семыкиной вёл большую патриотическую работу[7]. На торцевой стене дома, где расположен подростковый клуб был установлен барельеф пионеру-герою Вите Захарченко.

### Книга
- В 1953 году была опубликована книга «Мы — пионеры», в которой рассказано о жизни и подвиге Вити Захарченко. Автор — журналист Ярослав Косьминов.